# Mount Leckie
Mount Leckie ist ein 1506 m hoher und grob kreisförmiger Berg im ostantarktischen Mac-Robertson-Land. In der Porthos Range der Prince Charles Mountains ragt er 5 km östlich des Martin-Massivs auf.
Die Mannschaft einer von 1956 bis 1957 durchgeführten Kampagne im Rahmen der Australian National Antarctic Research Expeditions besuchten ihn. Das Antarctic Names Committee of Australia benannte ihn nach Douglas Walter Leckie (* 1920), Flugstaffelführer der Royal Australian Air Force und Kommandant für die Fluglogistik zwischen der RAAF Base Williams und der Mawson-Station im Jahr 1956.